# Åsa Bengtsson (sciatrice)
Åsa Bengtsson (...) è una sciatrice alpina svedese paralimpica, che ha rappresentato la Svezia nello sci alpino paralimpico ai Giochi paralimpici invernali del 1994 in Norvegia, vincitrice di due medaglie: un oro e un bronzo.

## Carriera
Partecipante alle Paralimpiadi invernali di Lillehammer del 1994 nella categoria B1-2, Bengtsson ha vinto la medaglia d'oro nello slalom speciale B1-2 (tempo realizzato 2:14.24, medaglia d'argento per Izaskun Manuel Llados in 2:38.84 e bronzo per Silvia Parente in 4:09.33) e la medaglia di bronzo nello slalom gigante B1-2 in 3:05.11 (sul podio, al 1º e 2º posto, le atlete austriache Elisabeth Kellner con 2:50.31 e Gabriele Huemer con 2:52.48).
Sempre a Lillehammer è arrivata quinta nella gara di discesa libera e sesta nel supergigante, entrambe gare svolte nella categoria B1-2.

## Palmarès

### Paralimpiadi
- 2 medaglie:
  - 1 oro (slalom speciale B1-2 a Lillehammer 1994)
  - 1 bronzo (slalom gigante B1-2 a Lillehammer 1994)